# Exército Karenni

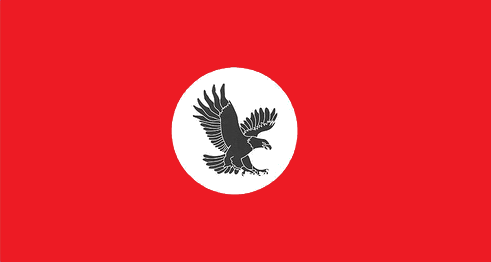
Bandeira do Exército Karenni

Exército Karenni (birmanês:  ကရင်နီ တပ်မတော်) é o braço armado do Partido Progressista Nacional Karenni e opera no leste do Estado de Kayah (também conhecido como Estado Karenni), Myanmar (Birmânia).
Em 7 de março de 2012, o governo de Mianmar assinou um acordo de cessar-fogo com o Partido Progressista Nacional Karenni, na presença de observadores internacionais do Alto Comissariado das Nações Unidas para os Refugiados, do British Council e da embaixada estadunidense.  Um acordo de cessar-fogo semelhante foi assinado em 1995, mas foi dissolvido dentro de três meses.

## História
O governo britânico reconheceu e garantiu a independência dos Estados Karenni em um tratado com o rei birmanês Mindon Min em 1875, pelo qual ambas as partes reconheciam que a área não pertencia à dinastia Konbaung (Reino da Birmânia) nem ao Império Britânico. Consequentemente, os Estados Karenni nunca foram totalmente incorporados na Birmânia Britânica. Os Estados Karenni foram reconhecidos como tributários da Birmânia Britânica em 1892, quando seus governantes concordaram em aceitar um estipêndio do governo britânico. 
A Constituição da União da Birmânia em 1947 proclamou que os três estados Karenni se unissem num único estado constituinte da união, chamado Estado Karenni. Também deu a possibilidade de secessão da união após dez anos caso os líderes do estado não estivessem satisfeitos com o governo central. Em agosto de 1948, o líder karenni U Bee Htu Re foi assassinado por uma milícia pró-governo central por sua oposição à inclusão dos Estados Karenni na União da Birmânia. 
Desde 1957,  o Exército Karenni tem lutado contra as forças do governo na tentativa de criar um Estado Karenni independente, apesar de um breve cessar-fogo em 1995.  O Partido Progressista Nacional Karenni também lutou contra grupos de esquerda, como o Partido da Nova Terra de Kayan e a Frente de Liberação Nacional do Povo Karenni, ambos aliados ao Tatmadaw (Forças Armadas de Mianmar). O grupo foi acusado de usar crianças-soldados, uma alegação na qual não negaram, afirmando que as crianças se ofereceram voluntariamente porque seus pais foram mortos durante os combates entre o Exército Karenni e os soldados do governo. 